# شهرستان بروستر (تگزاس)
شهرستان بروستر، تگزاس (به انگلیسی: Brewster County, Texas) یک سکونتگاه مسکونی در ایالات متحده آمریکا است که در تگزاس واقع شده‌است.

## خصوصیات
شهرستان بروستر ۱۶٬۰۳۷٫۳ کیلومترمربع مساحت دارد.